# Occhi nella notte (film 1982)
Occhi nella notte (Deadly Eyes) è un film horror del 1982, diretto da Robert Clouse, basato sul racconto I topi di James Herbert.

## Trama
Un branco di ratti che ha raggiunto dimensioni enormi tramite assunzione di steroidi, invade la città in seguito alla perdita della loro tana, cominciando ad aggredire e uccidere varie persone. Toccherà al professore Paul Harris e all'ispettore sanitario Kelly Leonard fermare l'investazione violenta dei roditori.